# Philipp Himmelmann
Philipp Himmelmann (* 1962) ist ein deutscher Opernregisseur.

## Ausbildung
Himmelmann, Sohn des Archäologen Nikolaus Himmelmann, studierte zuerst Musikwissenschaft und Sprachen an der Universität Bonn
und schloss daran von 1983 bis 1987 ein Studium der Musiktheater-Regie an der Hamburger Hochschule für Musik und Theater an, welches er mit Auszeichnung abschloss. Des Weiteren absolvierte er ein Gesangsstudium in Hamburg und an der Londoner Guildhall School of Music and Drama. Er erhielt während seiner Studienzeit Stipendien der Migros Stiftung in Zürich, der Studienstiftung des deutschen Volkes und des Deutschen Akademischen Austauschdienstes.

## Engagements
Philipp Himmelmann begann seine Laufbahn als Opernregisseur bei freien Ensembles in Hamburg, Berlin und Stuttgart. 1989 inszenierte er erstmals am Theater Luzern, wo er von 1992 bis 1995 auch dem Direktorium angehörte und in den folgenden Jahren mehrere Inszenierungen präsentierte. Von 1996 bis 1998 war er Oberspielleiter des Saarländischen Staatstheaters Saarbrücken.
Philipp Himmelmann ist an zahlreichen internationalen Opernhäusern tätig, unter anderem in Bonn und Bremen, am Nationaltheater Mannheim, am Opernhaus Hannover, dem Festspielhaus Baden-Baden, an der Deutschen Oper Berlin, der Dresdner Semperoper, der Staatsoper Unter den Linden, der Hamburgischen Staatsoper, den Opernhäusern von Valencia, Perm, Graz und Nantes, dem Theater an der Wien, der Opéra National de Lyon, der Opéra National de Nancy, dem Grand Théâtre de Genève und der Göteborgsoperan. Außerdem inszenierte er bei Festivals wie dem Rossini-in-Wildbad-Festival in Bad Wildbad, den Haydnfestspielen in Eisenstadt, dem Cantiere Internazionale d’Arte in Montepulciano und den Bregenzer Festspielen.

## Auszeichnungen
Himmelmann erhielt 1988 den Regiepreis der Neuen Musiktheaterwerkstatt Berlin.